# 托德·凱恩
杜迪·簡尼（英語：Todd Kane，1993年9月17日—）是英格蘭的一位足球運動員，在場上司職右後衛，但也可勝任右中場和左後衛。現效力於英冠球隊昆士柏流浪。簡尼出身於切爾西的青訓系統。

## 外部連結
- 足球数据库：Todd Kane的球员统计数据
- England profile （页面存档备份，存于） at theFA